# 멕시코 계곡

1519년 스페인 정복 당시의 멕시코 계곡

멕시코 계곡(스페인어: Valle de México, 나와틀어: Anahuac) 또는 멕시코 분지는 멕시코 중부에 위치한 고지대 고원이다. 산과 화산들로 둘러싸여 있으며 테오티우아칸, 톨텍, 아즈텍 제국 등 여러 선콜럼버스 시대 문명들의 중심지였다. 과거 이 계곡에는 줌판고(Zumpango), 샬토칸(Xaltocan), 쇼치밀코(Xochimilco), 찰코(Chalco), 텍스코코(Texcoco)라는 5개의 상호 연결된 호수들이 1,500 제곱킬로미터에 달하는 면적을 차지하고 있었다. 스페인인들이 도달했을 당시 이곳에는 약 1백만 명의 인구가 살아 전세계에서 가장 인구밀도가 높던 지역 중 하나였을 것으로 추정된다. 아즈텍 정복 이후 스페인인들은 이곳의 중심도시이던 테노치티틀란의 자리에 도시를 재건하여 멕시코 시(Ciudad de México)라는 이름을 붙였으며, 이후 시간이 지남에 따라 홍수를 조절하기 위해 호수들의 물을 제거하였다.

## 같이 보기
- 테노치티틀란
- 멕시코 횡단 화산대
- 멕시코 고원